# IRNA
A Agência de Notícias da República Islâmica, conhecida internacionalmente como IRNA (de sua donominação em inglês:  Islamic Republic News Agency), em persa: خبرگزاری جمهوری اسلامی ایران, é uma agência de notícias oficial da República Islâmica do Irã, mantida com recursos públicos e controlada pelo Ministério da Cultura e da Orientação Islâmica. A agência também publica o jornal Irã.
Foi fundada em 1934, pelo Ministério das Relações Exteriores iraniano, sob o nome de Pars Agency. Em dezembro de 1981, após a Revolução iraniana, um decreto do Majles (parlamento) deu à agência a sua denominação atual. A IRNA produz despachos em nove línguas: pársi, inglês, árabe, turco, espanhol, sérvio, francês, chinês mandarim e russo.